# Sydafrikanska köket

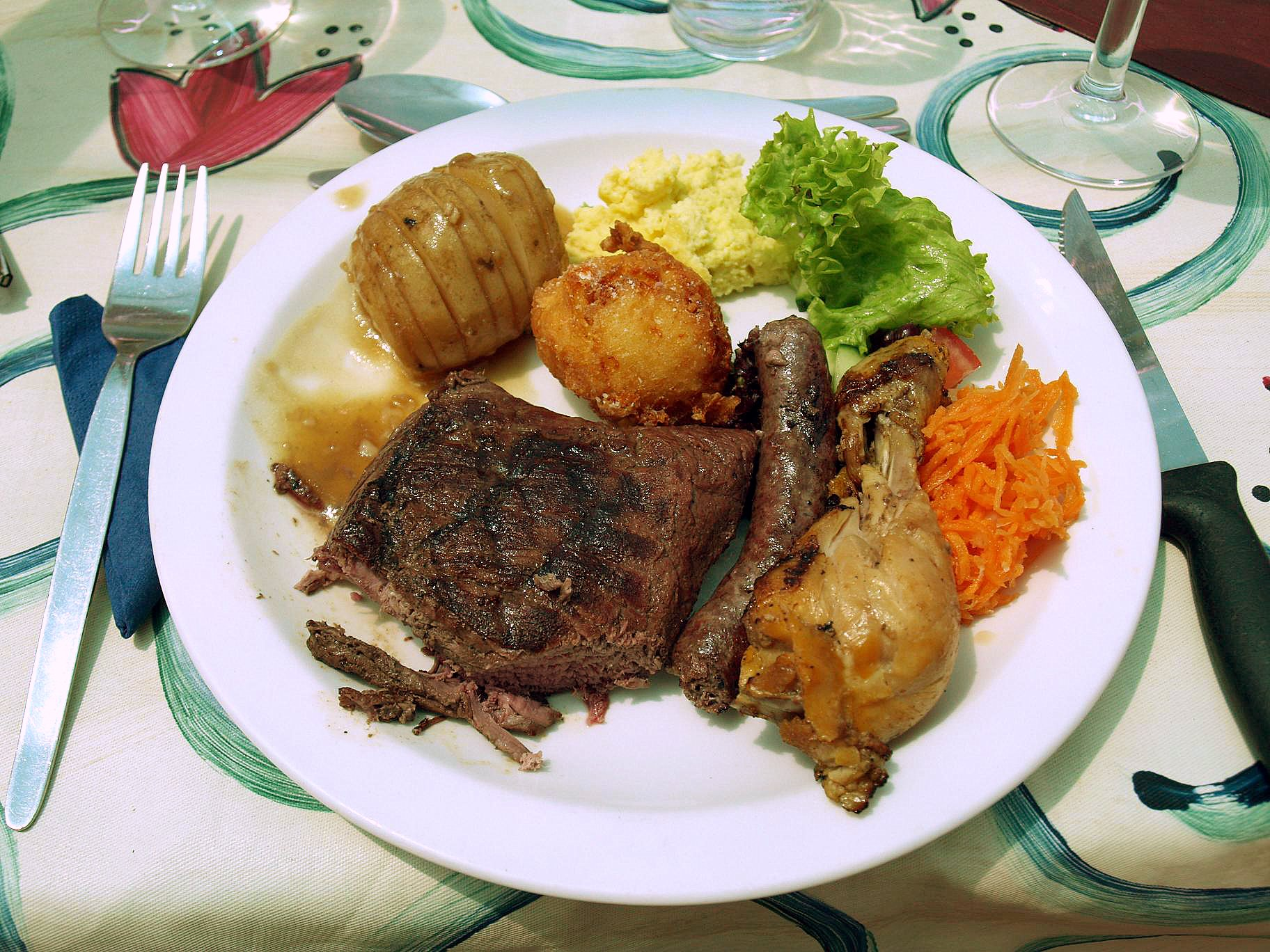
Sydafrikanska specialiteter (strutsstek, strutskorv, kycklingklubba, majsbollar, potatis och sallad)

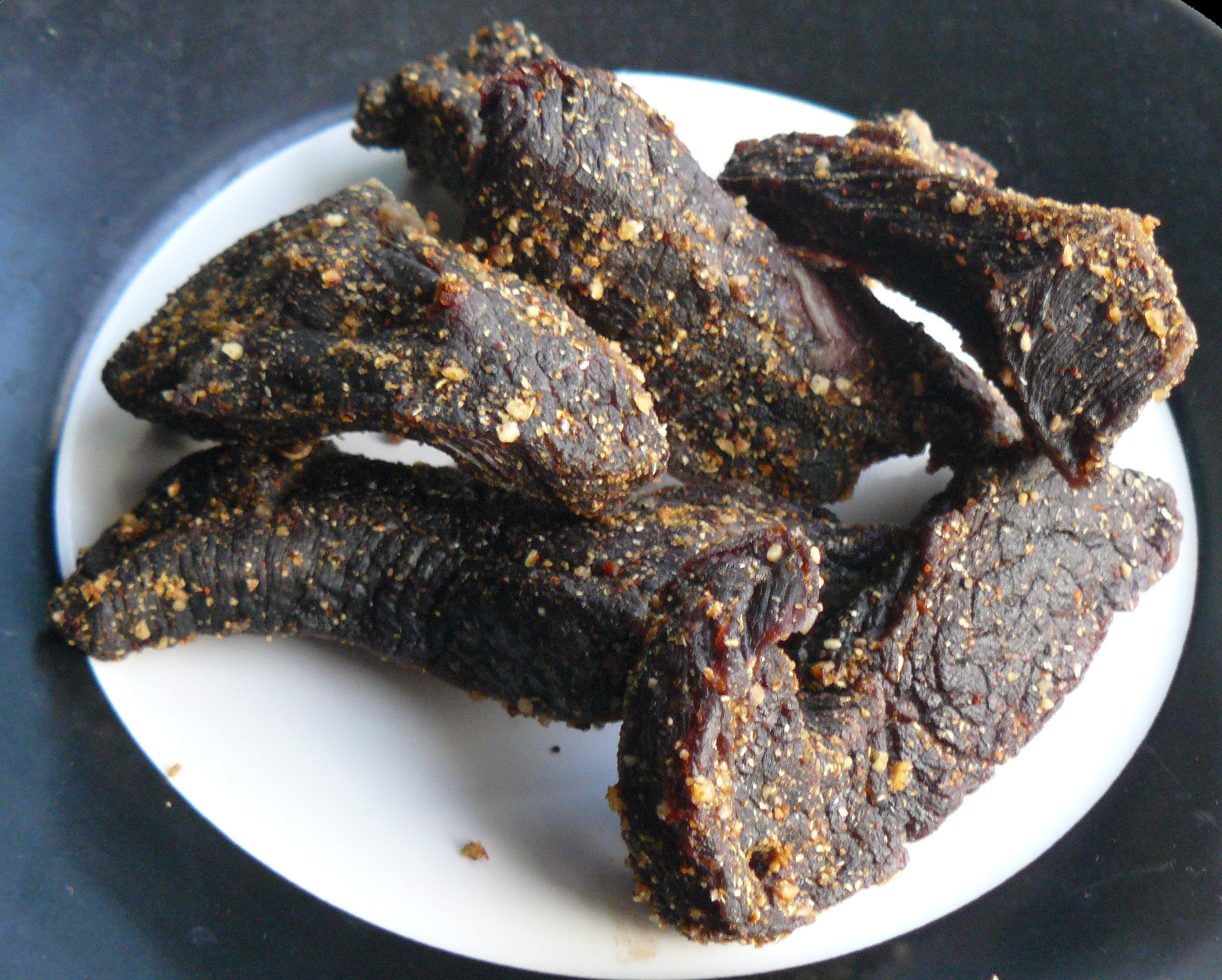
Biltong

I Sydafrika finns det mat från många olika delar av världen, till exempel afrikansk, amerikansk, fransk, tysk, grekisk, italiensk, japansk, mexikansk, thailändsk och spansk.
I Sydafrika äter man väldigt mycket kött, på gatan och i affärer ser man en smal brunröd köttprodukt som liknar korvar men som kallas biltong. Detta är en sorts torkat kött som kan vara gjort på många djur som till exempel kudu, krokodil eller struts. De flesta vita äter vanligtvis kött med pommes frites och lite grönsaker till, medan bantubefolkningen äter mest ris och mielie (majs). Fisk och skaldjur finns det mycket av, dock mest vid kusterna, och det är då till exempel musslor, räkor, hummer och ostron.